# Arsonists Get All the Girls
Arsonists Get All the Girls – amerykański zespół deathcore'owy z Santa Cruz.
Zespół powstał latem 2005. Rok później ukazała się pierwsza płyta zespołu Hits from the Bow. Drugi album - The Game of Life - został wydany przez Century Media. 30 listopada 2007 Patrick Mason, ówczesny basista Arsonists Get All the Girls, został znaleziony martwy. Dzień wcześniej skończył 21 lat.
Muzyka Arsonists Get All the Girls jest mieszanką death metalu z hard core'em czy eksperymentalnym metalem, pojawiają się także elementy industrialne. Zespół ma dwóch wokalistów.

## Skład
- Remi Rodberg - wokale/klawisze
- Cameron Reed - wokale/klawisze
- Arthur Alvarez - gitara elektryczna
- Derek Yarra - gitara elektryczna
- Adam Swan - bas
- Garin Rosen - perkusja

## Dyskografia
- Demo (2005)
- Hits From The Bow (Process Records, 2006)
- The Game Of Life (Century Media, 2007)
- Portals (2009)